# 浜田知明 (野球)
浜田 知明（はまだ ともあき、1960年9月14日 - ）は、三重県出身の元プロ野球選手（投手）。

## 来歴・人物
長島高では、1977年秋季県大会準決勝に進むが、中西親志捕手のいた相可高に完封負け。3位決定戦に勝利して部員12名で明治神宮大会に出場し、初戦を完投勝利した。
高校卒業後は、社会人野球の電電東海に入社し、中西とバッテリーを組む。
1981年のプロ野球ドラフト会議で中日ドラゴンズから5位指名を受けるが入団を拒否し、チームに残留。1982年の都市対抗野球に出場し、1回戦で日産自動車を相手に好投するが、8回に逆転され敗退した。同年のプロ野球ドラフト会議で阪神タイガースから5位指名を受け入団。
1983年から一軍登板を果たす。6月12日の対中日ドラゴンズ戦では初先発を果たし、小松辰雄と投げ合うが2回に打ち込まれ敗戦投手となった。
1984年から3年間は登板機会がなかった。
1987年には復活、主に中継ぎとして自己最多の23試合に登板している。
1989年オフに自由契約となり、現役を引退。
引退後は、打撃投手に転向。1995年からはフロント入りし、二軍マネージャー、一軍マネージャーなどを務めた。
サイドスローからのカーブ、シュートを武器とした。

## 詳細情報

### 年度別投手成績
| 年 度     | 球 団     | 登 板 | 先 発 | 完 投 | 完 封 | 無 四 球 | 勝 利 | 敗 戦 | セ 丨 ブ | ホ 丨 ル ド | 勝 率 | 打 者 | 投 球 回 | 被 安 打 | 被 本 塁 打 | 与 四 球 | 敬 遠 | 与 死 球 | 奪 三 振 | 暴 投 | ボ 丨 ク | 失 点 | 自 責 点 | 防 御 率 | W H I P |
| --------- | --------- | ----- | ----- | ----- | ----- | -------- | ----- | ----- | -------- | ----------- | ----- | ----- | -------- | -------- | ----------- | -------- | ----- | -------- | -------- | ----- | -------- | ----- | -------- | -------- | ------- |
| 1983      | 阪神      | 10    | 1     | 0     | 0     | 0        | 0     | 1     | 0        | --          | .000  | 65    | 12.1     | 21       | 2           | 10       | 0     | 0        | 3        | 4     | 0        | 16    | 14       | 10.22    | 2.51    |
| 1987      | 阪神      | 23    | 1     | 0     | 0     | 0        | 0     | 1     | 0        | --          | .000  | 140   | 34.0     | 27       | 5           | 14       | 1     | 1        | 18       | 1     | 1        | 16    | 14       | 3.71     | 1.21    |
| 1988      | 阪神      | 7     | 0     | 0     | 0     | 0        | 0     | 0     | 0        | --          | ----  | 31    | 6.2      | 10       | 2           | 2        | 0     | 0        | 6        | 2     | 0        | 6     | 6        | 8.10     | 1.80    |
| 通算：3年 | 通算：3年 | 40    | 2     | 0     | 0     | 0        | 0     | 2     | 0        | --          | .000  | 236   | 53.0     | 58       | 9           | 26       | 1     | 1        | 27       | 7     | 1        | 38    | 34       | 5.77     | 1.58    |

### 記録
- 初登板：1983年5月18日 対ヤクルトスワローズ5回戦（神宮球場）、9回表から4番手で登板・完了、1回無失点
- 初先発：1983年6月12日 対中日ドラゴンズ10回戦（ナゴヤ球場）、1回2/3を3失点で敗戦投手

### 背番号
- 50 （1983年 - 1989年）
- 91 （1990年 - 1992年）
- 103 （1993年 - 1994年）